# Czej Czettha IV
Czej Czettha IV  (?-1725) – król Kambodży z dynastii Warmanów panujący w latach 1675–1695, 1696–1699, 1701–1702, 1704–1706, który toczył walki z najazdami Syjamczyków i Wietnamczyków. 

## Życiorys
Czej Czettha IV był młodszym synem Paramaradży IX (Barom Reaczea V) i jego drugiej żony królowej (Samdach Brhat Devi) Maha Kshatryi. Brat regenta Ang Czeja.
Czej Czettha IV w 1675 stanął na czele antywietnamskiego powstania i po zajęciu stolicy Udong koronował się na króla pod imieniem Czej Czetthy IV i z tytułem Samdach Brhat Jaya Jatha Parama Surendra Rajadhiraja Ramy (1688), wypierając do prowincji Prejkop (Sajgon) regenta Ang Nona i popierających go Wietnamczyków. Czej Czettha IV zreformował prawo następstwa tronu przez wprowadzenie zasady: możliwości abdykacji panującego z zachowaniem przez niego realnej władzy i ponownego powrotu na tron, co pozwoliło uniknąć ciągłych zmian na tronie. Następnie przeniósł stolicę państwa z Udongu do Samrong Tong (Tran Czrung). 
Umocnienie Ang Nona przez zaciąg do jego armii emigrantów chińskich, skłoniło go do rozpoczęcia walk z Czej Czetthą IV; w latach 1682-1683 wojska Ang Nona zajęły Płd. Kambodżę z miastami Phnom Penh i Udong, a w rękach Czej Czetthy IV pozostały Angkor, Battambang i Pursat. W 1684 z pomocą syjamską udało się Czej Czecie IV odzyskać utracone prowincje i wyprzeć Ang Nona z powrotem do delty Mekongu; arbitraż Naraia, króla Syjamu przyznał koronę Czej Czecie IV. W 1688 Ang Non korzystając z zaabsorbowania Syjamu walką z agresją angielsko-francuską, z pomocą wietnamską zajął Udong, lecz Czej Czettha IV po zwycięstwie nad nim w bitwie pod Veal Hong zmusił go do ponownego wycofania się do delty Mekongu. W 1689 Ang Non zajął Phnom Penh, a spustoszenie kraju skłoniło króla Czej Czetthę IV do rozpoczęcia rozmów; w rezultacie zawartego traktatu Czej Czettha IV uznał się za wasala Wietnamu i wydzielił Ang Nonowi, jako jego dzielnicę Srei Santhor, gdzie on zmarł bezpotomnie, a Nguyễnowie zgłosili pretensje do ziem leżących na lewym brzegu rzeki Mekong. Stosunki z rodem Nguyễn były napięte i Czej Czettha IV w 1692 udzielił schronienia Czamom, którzy zbiegli do Kambodży po podboju ich księstwa Pandurangi, i osiedlił ich w pobliżu Lovek. Następnie król stłumił w prowincji Kampong Xzhnang bunt wysokiego dygnitarza Ema, popieranego przez dynastię Nguyễn, ale nie odzyskał trzech prowincji: Prey Kor (Sajgon), Baria i Kampeap Srekatrey (Biên Hoà).   
Śmierć Ang Nona pozwoliła w 1691 Czej Czecie IV na powtórną koronację; król umocnił feudalno-biurokratyczny aparat, wzmocnił władzę feudałów nad chłopami poprzez przeprowadzenie reform prawodawczych (rewizja kodeksu i dostosowanie go do czasów mu współczesnych). W 1695 Czej Czettha IV abdykował na rzecz swego bratanka Udajaradży II (Narairamadhipati I), lecz po jego 10-miesięcznym panowaniu ponownie wstąpił na tron (1696).  W 1699 Czej Czettha IV, zniechęcony, abdykował po raz drugi na rzecz swego zięcia Ang Ema, lecz po jego 2-letnim panowaniu w 1701 ogłosił go za nieudolnego, pozbawił tronu i ponownie wstąpił na tron podczas konfliktu z rodem Nguyễn. Król stłumił bunt feudała Kima popieranego przez ród Nguyễn i w 1702 abdykował po raz trzeci na rzecz swego 12-letniego syna Śri Dharmaradży IV (Thommo Reaczea III), sprawując do 1704 faktyczne rządy, kiedy to ponownie zasiadł na tronie; w 1706 ostatecznie abdykował na rzecz syna Śri Dharmaradży IV (Thommo Reaczea III); zmarł w 1725.